# Karate-Europameisterschaften der Jugend, Junioren & U21 2021
Die 48. Karate-Europameisterschaft der European Karate Federation für die Jugend, Junioren und U21 wurden vom 20. bis 22. August 2021 in Tampere in Finnland ausgetragen. Insgesamt starteten 1021 Teilnehmer aus 45 Nationen.

## Medaillen Herren

### Jugend (Kadetten)
| Kategorie     | Gold              | Silber          | Bronze                            |
| ------------- | ----------------- | --------------- | --------------------------------- |
| Kata          | Furkan Kaynar     | Anthony Vu      | Artem Starilov Dino Huic          |
| Kumite -52 kg | Hairiss Hierso    | Artem Lymarchuk | Uta Poniava Guido Squillante      |
| Kumite -57 kg | Illia Bykiv       | Bence Devenyi   | Dominik Sonja Simon Seckar        |
| Kumite -63 kg | Rashid Suleymanov | Artisom Sharuba | Kirill Mychko Raffaele Astarita   |
| Kumite -70 kg | Suleyman Aydemir  | Ricardo Franken | Vladislav Vakarelov Tomas Nechyba |
| Kumite +70 kg | Nihad Karimzada   | Andrej Basarov  | Fernando Marino Dugladze Timote   |

### Junioren
| Kategorie     | Gold                       | Silber             | Bronze                                    |
| ------------- | -------------------------- | ------------------ | ----------------------------------------- |
| Kata          | Alejandro Catalán Carreira | Yaroslav Fedorov   | Artur Neto Roman Krcka                    |
| Kumite -55 kg | Marius George Vasile       | Konstantin Zhornik | Mert Halici Matej Belistojaoski           |
| Kumite -61 kg | Muhammed Özdemir           | Akhmed Akhmedov    | Dominik Dziuda Erhan Tornaci              |
| Kumite -68 kg | Evgenii Son                | Anton Kolb         | Zsamoran Cabello Shotte Kaan Kadir Bekler |
| Kumite -76 kg | Loizos Vasilou             | Rumil Jafarli      | Robert Hovhannisyan Faruk Omer Yurur      |
| Kumite +76 kg | Stefan Stojanovikj         | Matteo Avanzini    | Hubert Jarocki Anes Bostandzic            |

### Kata-Team
| Kategorie         | Gold                                                      | Silber                                             | Bronze |
| ----------------- | --------------------------------------------------------- | -------------------------------------------------- | --- |
| Kadetten/Junioren | Italien Federico Arnone Guido Polsinelli Cristian Villano | Frankreich Lucas Hoffmann Hugo Poisson Haron Weiss | Russland Vyacheslav Marzeev Aleksey Rezler Maksim Zhuaravlev Türkei Ali Efe Akbaba Gorkem Aslan Yusuf Kilic |

### U21
| Kategorie     | Gold                 | Silber              | Bronze                                       |
| ------------- | -------------------- | ------------------- | -------------------------------------------- |
| Kata          | Enes Özdemir         | Alessio Ghinami     | Yuki Ujihara Raul Romero Martin              |
| Kumite -60 kg | Aminagha Guliyev     | Burak Özdemir       | Mikita Rashetnik Carmine Luciano             |
| Kumite -67 kg | Altuner Ekrem Yilmaz | Stole Smilkovski    | Rosario Ruggiero Huseyn Mammadli             |
| Kumite -75 kg | Enes Bulut           | Christoffer Nielsen | Daniele De Vivo Quentin Mahauden             |
| Kumite -84 kg | Raybak Abdesselem    | Gleb Andreev        | Crean Christopher Mc Carthy Andrii Zaplitnyi |
| Kumite +84 kg | Faruk Omer Arlan     | Rijad Dzuho         | Frederik Godthjaelp Petersen Luka Vukovic    |

## Medaillen Damen

### Jugend (Kadetten)
| Kategorie     | Gold                 | Silber           | Bronze                        |
| ------------- | -------------------- | ---------------- | ----------------------------- |
| Kata          | Paola Lozano Garcia  | Roberta Dominici | Mai Linh Bui Leyla Özbey      |
| Kumite -47 kg | Helena Backovic      | Bojana Hecker    | Aysu Aliyeva Aigul Sadykova   |
| Kumite -54 kg | Lydia Lamprini Xenou | Sennah Mamadeus  | Buse Kilic Emma Coletti       |
| Kumite +54 kg | Altana Basangova     | Ema Tinavska     | Faith Porquet Oksana Duperrex |

### Juniorinnen
| Kategorie     | Gold             | Silber            | Bronze                               |
| ------------- | ---------------- | ----------------- | ------------------------------------ |
| Kata          | Damla Su Türemen | Sonia Inzoli      | Rita Siebert Stafaniya Sobaleva      |
| Kumite -48 kg | Nina Kvasnicova  | Valeria Sergaieva | Ulyana Markova Muserref Özdemir      |
| Kumite -53 kg | Mia Bitsch       | Ariadna Panchuk   | Ela Petan Eleni Styliani Tzilia      |
| Kumite -59 kg | Vira Fohlinska   | Nejra Sipovic     | Robin Van Wezel Milana Staroseltseva |
| Kumite +59 kg | Sudenur Aksoy    | Darya Yushkova    | Thalya Sombe Behije Mustafa          |

### Kata-Team
| Kategorie            | Gold                                                       | Silber                                                   | Bronze |
| -------------------- | ---------------------------------------------------------- | -------------------------------------------------------- | --- |
| Kadetten/Juniorinnen | Italien Orsola Donofrio Asia Gruppioni Chiara Tagliafierro | Türkei Peri Koyuncu Asli Basak Pehlivan Damla Su Türemen | Russland Kira Bumagina Polina Guseva Meania Sergeeva Frankreich Romane Leitao Marion Champagne Caroline Ngoan |

### U21
| Kategorie     | Gold              | Silber                   | Bronze                                  |
| ------------- | ----------------- | ------------------------ | --------------------------------------- |
| Kata          | Nur Keyda Colak   | Carolina Amato           | Sabrina Medero Savoy Funda Celo         |
| Kumite -50 kg | Asia Agus         | Lili Ronai               | Sofia Lindez Verdes Elizaveta Grigoreva |
| Kumite -55 kg | Matilda Rosenlind | Zsofia Baranyi           | Madina Sadigova Veronica Brunori        |
| Kumite -61 kg | Kimberly Nelting  | Jennifer Hillary Zamento | Sofia Ferrarini Magdalena Godlewska     |
| Kumite -68 kg | Lea Vukoja        | Natanaele Flamand        | Nesrine Bougrine Elina Sieliemienieva   |
| Kumite +68 kg | Milena Jovanovic  | Greta Mia Zorko          | Diellza Sejdijaj Martina Sachova        |

## Medaillenspiegel
| Platz | Land                    | Gold | Silber | Bronze | Gesamt |
| ----- | ----------------------- | ---- | ------ | ------ | ------ |
| 1     | Türkei                  | 9    | 2      | 6      | 17     |
| 2     | Italien                 | 3    | 5      | 9      | 16     |
| 3     | Aserbaidschan           | 3    | 1      | 3      | 7      |
| 4     | Russland                | 2    | 4      | 7      | 13     |
| 5     | Ukraine                 | 2    | 4      | 2      | 8      |
| 6     | Frankreich              | 2    | 3      | 4      | 9      |
| 7     | Deutschland             | 2    | 1      | 2      | 5      |
| 8     | Spanien                 | 1    | 2      | 0      | 3      |
| 9     | Montenegro              | 2    | 0      | 0      | 2      |
| 10    | Nordmazedonien          | 1    | 2      | 1      | 4      |
| 11    | Kroatien                | 1    | 1      | 2      | 4      |
| 12    | Schweden                | 1    | 1      | 0      | 2      |
| 13    | Slowakei                | 1    | 0      | 1      | 2      |
| 14    | Griechenland            | 1    | 0      | 1      | 2      |
|       | Rumänien                | 1    | 0      | 1      | 2      |
| 16    | Zypern                  | 1    | 0      | 0      | 1      |
|       | Luxemburg               | 1    | 0      | 0      | 1      |
| 18    | Ungarn                  | 0    | 4      | 0      | 4      |
| 19    | Bosnien und Herzegowina | 0    | 2      | 1      | 3      |
|       | Niederlande             | 0    | 2      | 1      | 3      |
| 21    | Belarus                 | 0    | 1      | 3      | 4      |
| 22    | Tschechien              | 0    | 1      | 2      | 3      |
| 23    | Dänemark                | 0    | 1      | 1      | 2      |
| 24    | Polen                   | 0    | 1      | 1      | 2      |
| 25    | Kosovo                  | 0    | 0      | 2      | 2      |
|       | Schweiz                 | 0    | 0      | 2      | 2      |
|       | Belgien                 | 0    | 0      | 2      | 2      |
|       | Georgien                | 0    | 0      | 2      | 2      |
| 29    | Armenien                | 0    | 0      | 0      | 1      |
|       | Österreich              | 0    | 0      | 1      | 1      |
|       | Slowenien               | 0    | 0      | 1      | 1      |
|       | Bulgarien               | 0    | 0      | 1      | 1      |
|       | Portugal                | 0    | 0      | 1      | 1      |
|       | Irland                  | 0    | 0      | 1      | 1      |
|       | Serbien                 | 0    | 0      | 1      | 1      |
| Total | Total                   | 35   | 35     | 70     | 140    |